# Conotrachelus

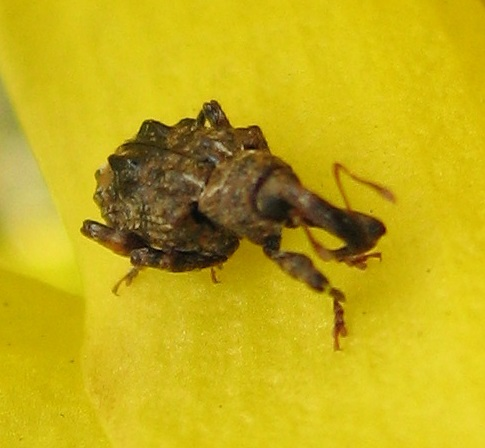
Conotrachelus nenuphar en flor de Forsythia

Conotrachelus es un género de gorgojos, de la familia Curculionidae. Es un género numeroso, con más de 1000 especies, algunas de las cuales son serias plagas de árboles frutales. Se encuentra desde Canadá a Argentina.

## Especies
- Conotrachelus adspersus
- Conotrachelus affinis
- Conotrachelus albicinctus
- Conotrachelus anaglypticus
- Conotrachelus aratus
- Conotrachelus arizonicus
- Conotrachelus asperatus
- Conotrachelus belfragei
- Conotrachelus biscaynensis
- Conotrachelus buchanani
- Conotrachelus cameronensis
- Conotrachelus carinifer
- Conotrachelus carolinensis
- Conotrachelus cognatus
- Conotrachelus compositus
- Conotrachelus confinis
- Conotrachelus conotracheloides
- Conotrachelus corni
- Conotrachelus coronatus
- Conotrachelus crataegi
- Conotrachelus cristatus
- Conotrachelus duplex
- Conotrachelus ecarinatus
- Conotrachelus echinatus
- Conotrachelus elegans
- Conotrachelus erinaceus
- Conotrachelus falli
- Conotrachelus fissunguis
- Conotrachelus floridanus
- Conotrachelus geminatus
- Conotrachelus hayesi
- Conotrachelus hicoriae
- Conotrachelus humeropictus
- Conotrachelus integer
- Conotrachelus invadens
- Conotrachelus iowensis
- Conotrachelus juglandis
- Conotrachelus leucophaetus
- Conotrachelus lucanus
- Conotrachelus maritimus
- Conotrachelus naso
- Conotrachelus nenuphar
- Conotrachelus neomexicanus
- Conotrachelus nigromaculatus
- Conotrachelus nivosus
- Conotrachelus obesulus
- Conotrachelus pecanae
- Conotrachelus posticatus
- Conotrachelus pusillus
- Conotrachelus recessus
- Conotrachelus retentus
- Conotrachelus retusus
- Conotrachelus rotundus
- Conotrachelus rubescens
- Conotrachelus schoofi
- Conotrachelus seniculus
- Conotrachelus serpentinus
- Conotrachelus setiferous
- Conotrachelus similis
- Conotrachelus texanus
- Conotrachelus tuberculicollis
- Conotrachelus tuberosus